# Kawara
Kawara (香春町?) è una cittadina giapponese della prefettura di Fukuoka.